# Notophthiracarus schatzi
Notophthiracarus schatzi är en kvalsterart som beskrevs av Wojciech Niedbała 1989. Notophthiracarus schatzi ingår i släktet Notophthiracarus och familjen Phthiracaridae. Inga underarter finns listade i Catalogue of Life.